# Osiedle Jagiellońskie (Poznań)
Osiedle Jagiellońskie – osiedle mieszkaniowe leżące w dwóch jednostkach obszarowych Systemu Informacji Miejskiej (SIM) Osiedle Jagiellońskie i Osiedle Powstań Narodowych, należących do większej jednostki obszarowej SIM Rataje, na terenie jednostki pomocniczej miasta Osiedle Rataje. 

## Struktura i historia
Zabudowę osiedla stanowią dwadzieścia cztery budynki wielorodzinne pięciokondygnacyjne posiadającymi dwie, pięć, sześć lub siedem klatek schodowych i jeden wysokościowiec osiemnastokondygnacyjny. Na osiedlu przy ulicy Piłsudskiego 2 stoi również bamberski dom Rothów. Pierwsze budynki mieszkalne osiedla oddano do użytku w 1969. Osiedle graniczy z osiedlami: Oświecenia, Powstań Narodowych, Rzeczypospolitej i Piastowskim.

## Ulice
Granice osiedla wyznaczają następujące ulice:
- ul. Bolesława Krzywoustego
- ul. Ludwika Zamenhofa
- ul. Dolska

Na obszarze osiedla mieszczą się ulice:
- ul. Obrzyca (częściowo)
- ul. Wyzwolenia (częściowo)
- ul. Piłsudskiego (częściowo) (dawna nazwa: Wioślarska od ul. Zamenhofa do ul. Śremskiej i Ostrowska od ul. Śremskiej do ul. Jedności Słowiańskiej (obecna nazwa: Żegrze))

## Handel i usługi

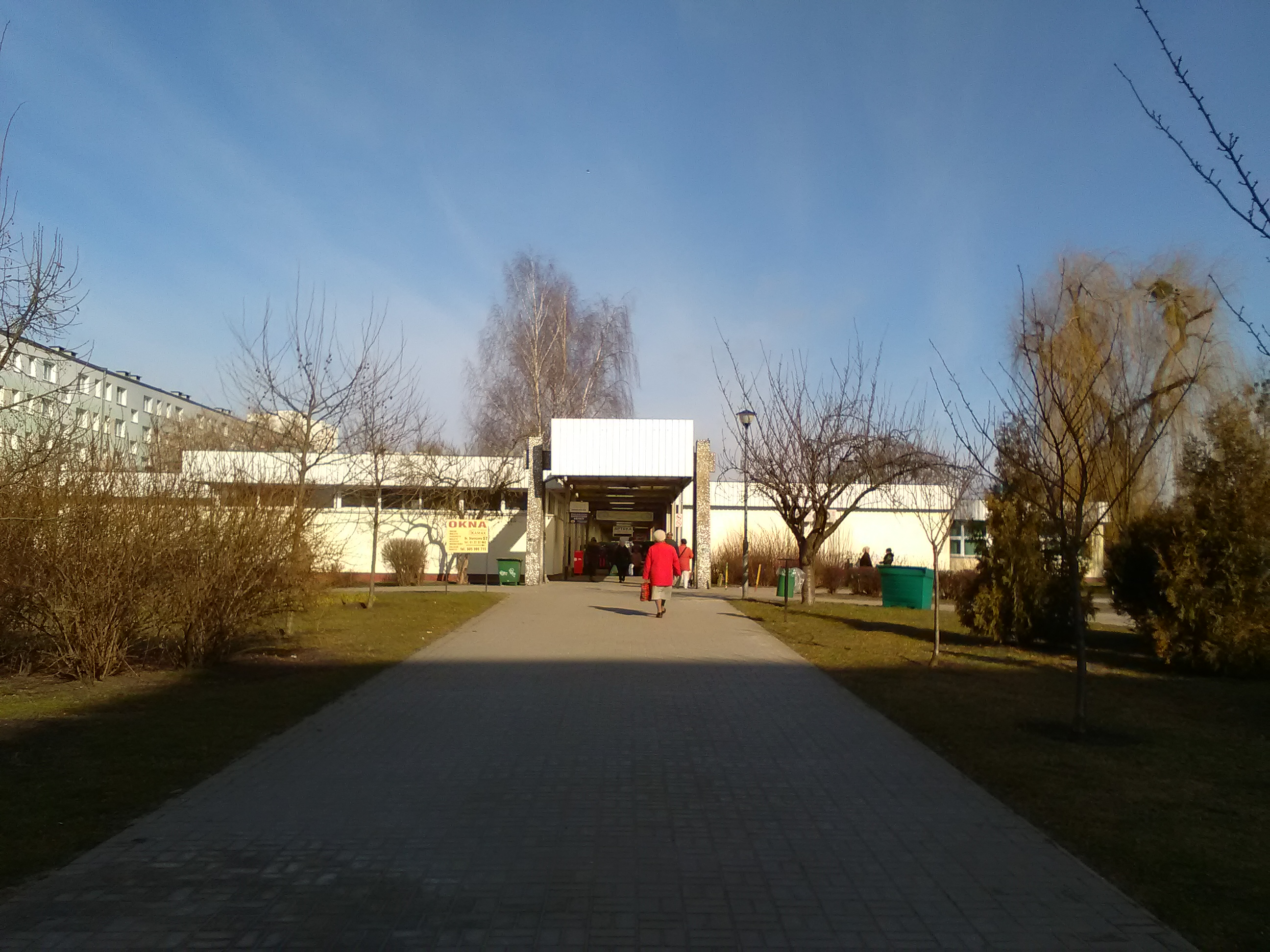
Wejście do pawilonów handlowo-usługowych, widok od strony okolic osiedla Powstań Narodowych (marzec 2017)

- zespół pawilonów handlowo-usługowych[3]
- targowisko „Rynek Jagielloński”[4]

## Gastronomia
Na osiedlu działają dwa lokale gastronomiczne (bar i pizzeria).

## Oświata
- Szkoła podstawowa nr 2 im. „Szarych Szeregów”, os. Jagiellońskie nr 128[7]
- Przedszkole nr 9 „Zbyszka i Jagienki”, os. Jagiellońskie nr 9[8]

## Kultura
Dom Kultury „Jagiellonka”, os. Jagiellońskie nr 120, w którym istniało do początku lat dziewięćdziesiątych kino o tej samej nazwie.

## Sztuka

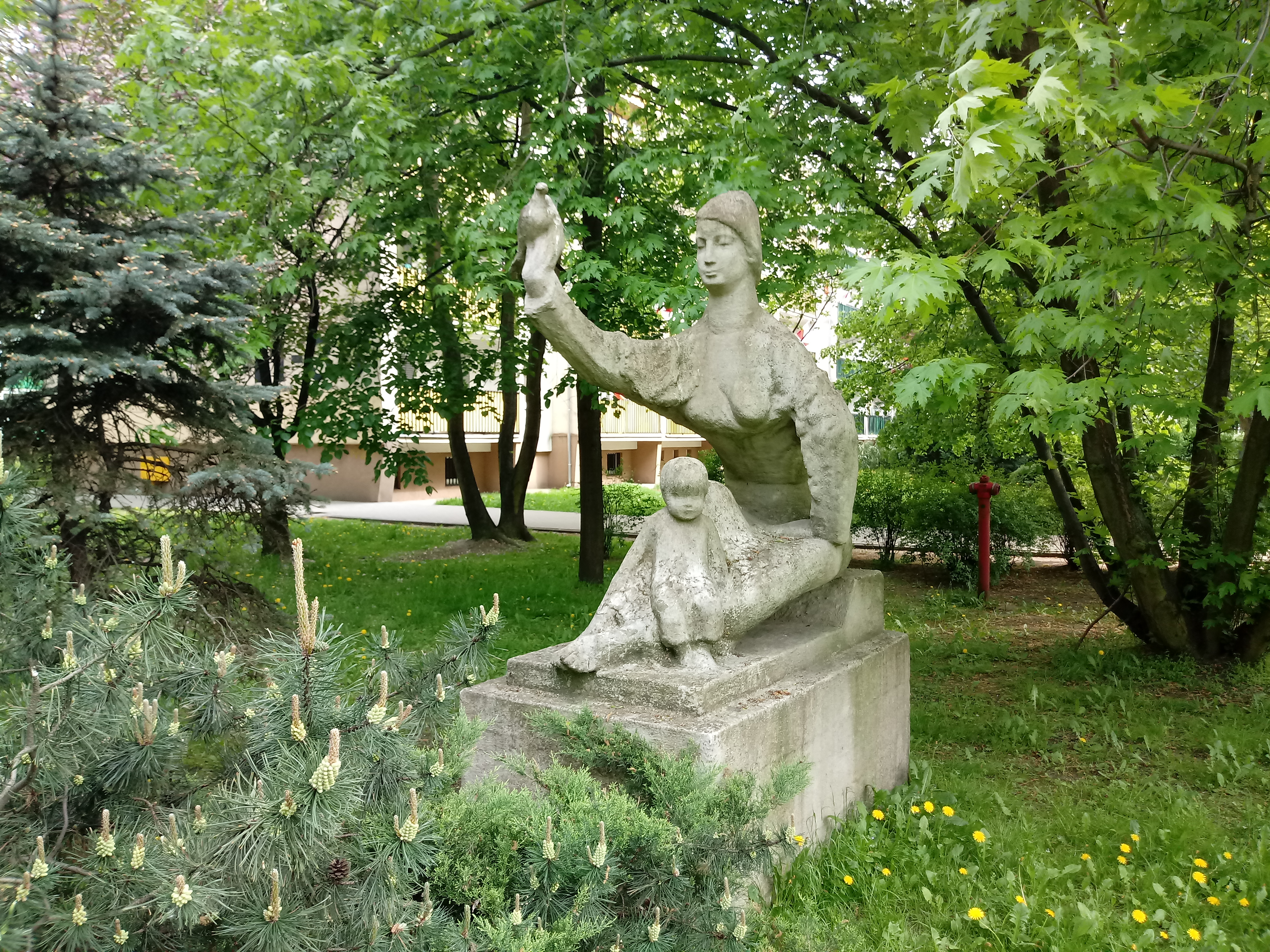
Rzeźba „Pokój”

Na osiedlu znajduje się pomnik stulecia Polskiego Związku Wędkarskiego i dwie rzeźby plenerowe. Pierwsza z nich, „Pokój”, stoi blisko bloku o nr 35-41 i wyrzeźbiona została przez Czesława Woźniaka w roku 1974. Druga z nich, „W przestrzeni”, autorstwa Anny Krzymańskiej znajduje się przed blokiem o nr 62-66.

## Komunikacja
Osiedle Jagiellońskie posiada połączenie komunikacyjne MPK autobusowe: 152, 162, 166, 181, 196 i 212 oraz 222 (przystanek Piłsudskiego na ulicy Piłsudskiego), 174, 184, 211, 212, 221, 222 (przystanek Rondo Rataje na ulicy Zamenhofa), 174, 184, 211, 221 (przystanek Wioślarska na tej samej ulicy), 174, 184, 211, 221 (przystanek Osiedle Piastowskie również na tej samej ulicy), 220 (przystanek Osiedle Jagiellońskie na ulicy Bolesława Krzywoustego) oraz tramwajowe linii: 7, 12, 13, 18 (przystanki Rondo Rataje, Wioślarska i Osiedle Piastowskie).